# Tino Sehgal
Tino Sehgal (* 1976 Londýn) je německý výtvarník a choreograf, představitel performančního umění.
Narodil se v Londýně paňdžábskému otci a německé matce. Vyrůstal v Böblingenu a Düsseldorfu. Vystudoval politickou ekonomii na Humboldtově univerzitě. Věnoval se konceptuálnímu tanci, spolupracoval s belgickým souborem Les Ballet C de la B a s choreografem Jérôme Belem.
Sehgalova akční tvorba vychází z teorií Guye Deborda. Zaměřuje se na vytváření „konstruovaných situací“ inspirovaných mezilidskou interakcí a hledá hranice uměleckého vyjádření. Vytváří jednorázové scénky, z nichž zakazuje pořizovat jakékoli záznamy, odmítá také vydávat katalogy, což zdůvodňuje svojí nechutí k nadprodukci zboží v současné společnosti. Pořídil rozhovor s Kanye Westem o vztahu umění a civilizace pro časopis 032c.
V roce 2005 reprezentoval Německo jako nejmladší umělec v historii na Biennale di Venezia. Vystavoval v Londýně v Tate Modern a Institute of Contemporary Arts, v Městském muzeu Amsterdam a v drážďanském Albertinu. Zúčastnil se výstavy documenta 2012 s dílem This Variation, k němuž vytvořil hudební doprovod Ari Benjamin Meyers. V roce 2009 Sehgal obdržel cenu Zurich Art Prize a v roce 2013 byl ve finálovém výběru Turnerovy ceny. Jeho This Progress se v roce 2010 stalo prvním živým dílem, které zakoupilo newyorské Guggenheimovo muzeum.
Sehgalovou manželkou je historička umění Dorothea von Hantelmann, mají dva syny a žijí v Berlíně.